# Michael Montgomerie Alston Roberts West
Sir Michael Montgomerie Alston Roberts West, britanski general, * 1905, † 1978.